# Jan Woliński (agronom)
Jan Woliński (ur. 1956, zm. 1 marca 2021) – polski specjalista w zakresie agronomii, dr hab. inż.

## Życiorys
Ukończył studia na Wydziale Mechanicznym Akademii Rolniczo-Technicznej w Olsztynie (obecnie Uniwersytet Warmińsko-Mazurski w Olsztynie). W latach 1980–1987 pracował na stanowisku starszego asystenta w tejże uczelni. W 1987 podjął pracę w ówczesnej Wyższej Szkole Rolniczo-Pedagogicznej w Siedlcach, najpierw na stanowisku kierownika Działu Transportu i Łączności, a następnie jako nauczyciel akademicki w Zakładzie Mechanizacji Rolnictwa na Wydziale Rolniczym (obecnie Agrobioinżynierii i Nauk o Zwierzętach).
31 maja 1995 obronił pracę doktorską pt. Wpływ okresu eksploatacji na kształtowanie się charakterystyk użytkowania i niezawodności na przykładzie kombajnów zbożowych Bizon-Super ZO-56 i uzyskał stopień doktora nauk rolniczych w dyscyplinie agronomia na macierzystej uczelni, a w 2013 roku stopień naukowy doktora habilitowanego nauk rolniczych w dyscyplinie inżynieria rolnicza na Wydziale Inżynierii Produkcji Uniwersytetu Przyrodniczego w Lublinie. Został zatrudniony na stanowisku adiunkta w Instytucie Agronomii na Wydziale Agrobioinżynierii i Nauk o Zwierzętach Uniwersytetu Przyrodniczo-Humanistycznego w Siedlcach. Był profesorem uczelni Instytutu Rolnictwa i Ogrodnictwa Wydziału Agrobioinżynierii i Nauk o Zwierzętach Uniwersytetu Przyrodniczo-Humanistycznego w Siedlcach.
Pochowany 4 marca 2021 na cmentarzu parafialnym w Międzyrzecu Podlaskim.